# Mickey Callaway
Pour les articles homonymes, voir Callaway.
Michael Christopher Callaway (né le 13 mai 1975 à Memphis, Tennessee, États-Unis) est un ancien entraîneur et joueur de baseball. Il est présentement banni des Ligues majeures de baseball en raison d'avoir contrevenu leurs politiques sur le harcèlement sexuel.

## Carrière de joueur
Mickey Callaway est choisi par les Giants de San Francisco au 16e tour de sélection du repêchage amateur de 1993 mais ne signe pas de contrat avec le club. Il rejoint les Rebels de l'université du Mississippi et signe son premier contrat professionnel avec les Devil Rays de Tampa Bay, qui le réclament au 7e tour de sélection du repêchage de 1996.
Il fait ses débuts dans le baseball majeur avec les Devil Rays le 12 juin 1999. Lanceur droitier, Callaway évolue dans la Ligue majeure de baseball pour les Devil Rays en 1999 et 2001, les Angels d'Anaheim en 2002 et 2003, puis les Rangers du Texas en 2003 et 2004. 
Il joue 40 matchs dans les majeures : 20 comme lanceur partant et 20 comme lanceur de relève. Sa moyenne de points mérités en carrière s'élève à 6,27 en 130 manches et deux tiers lancées, avec 86 retraits sur des prises. Calloway remporte 4 victoires contre 11 défaites.
Bien qu'il ne dispute aucun match de séries éliminatoires, Callaway fait partie de l'équipe des Angels d'Anaheim championne de la Série mondiale 2002.
De 2005 à 2007, il joue en Corée du Sud pour les Hyundai Unicorns de la KBO.
En 2009, Callaway évolue à Taïwan pour les Uni-President 7-Eleven Lions de la Ligue chinoise professionnelle de baseball.

## Carrière d'entraîneur

### Indians de Cleveland
De 2013 à 2017, Mickey Callaway est l'instructeur des lanceurs des Indians de Cleveland.

### Mets de New York
Le 23 octobre 2017, Mickey Callaway devient le 21e gérant de l'histoire des Mets de New York, succédant à Terry Collins. Callaway est renvoyé le 3 octobre 2019 après deux saisons sans avancement aux rondes éliminatoires.

### Angels de Los Angeles
Callaway devient l'instructeur des lanceurs des Angels de Los Angeles avant la saison 2020. Après la saison, des allégations de harcèlement sexuel contre Callaway deviennent publics et il est suspendu de ses fonctions.

### Bannissement des LMB
Apres l'enquête des LMB, Callaway est jugé coupable d'avoir contrevenu leurs politiques sur le harcèlement sexuel et lui interdit d'être employé par des équipes des LMB, ainsi que de faire demande pour réintégration jusqu'à la fin de la saison 2022.

### Acereros de Monclova
Le 6 octobre 2021, Callaway est nommé le manager de l'équipe hivernale des Acereros de Monclova, vu que son bannissement des Ligues Majeures n'a aucun effet sur une équipe de la Ligue mexicaine de baseball. Après un grand succès pendant la saison hivernale, où les Acereros gagnent le championnat contre les Pericos de Puebla, Callaway est nommé manager des Acereros pour la saison régulière. Après avoir commencé la saison avec un bilan 16–17, Callaway est renvoyé et remplacé par Matías Carrillo.